# Toyota Succeed
Toyota Succeed – samochód użytkowy produkowany pod japońską marką Toyota od lipca 2002 roku. Bliźniaczym pojazdem produkowanym przez Toyotę jest model Probox, Succeed był nieco większy. Succeed miał zastąpić w gamie modeli Toyoty Caldinę van. Dostępna była wersja użytkowa (van) jak i osobowa (kombi).
W wersji van ładowność wynosiła 450 kg plus dwóch pasażerów, długość przestrzeni ładunkowej wynosiła 1830 mm. Do napędu używano trzech silników R4: benzynowych 2NZ-FE (1.3) i 1NZ-FE (1.5 109 KM, od kwietnia 2003 także w wersji przystosowanej do pracy na CNG) oraz wysokoprężnego 1ND-TV (1.4 72 KM) wyposażonego w układ common rail (sprzedawany do września 2007, tylko w wersji van).
Moc przenoszona była na oś przednią poprzez 4-biegowy automat bądź 5-biegową skrzynię manualną. Silnik 1.5 dostępny był także z permanentnym napędem AWD V-flex.

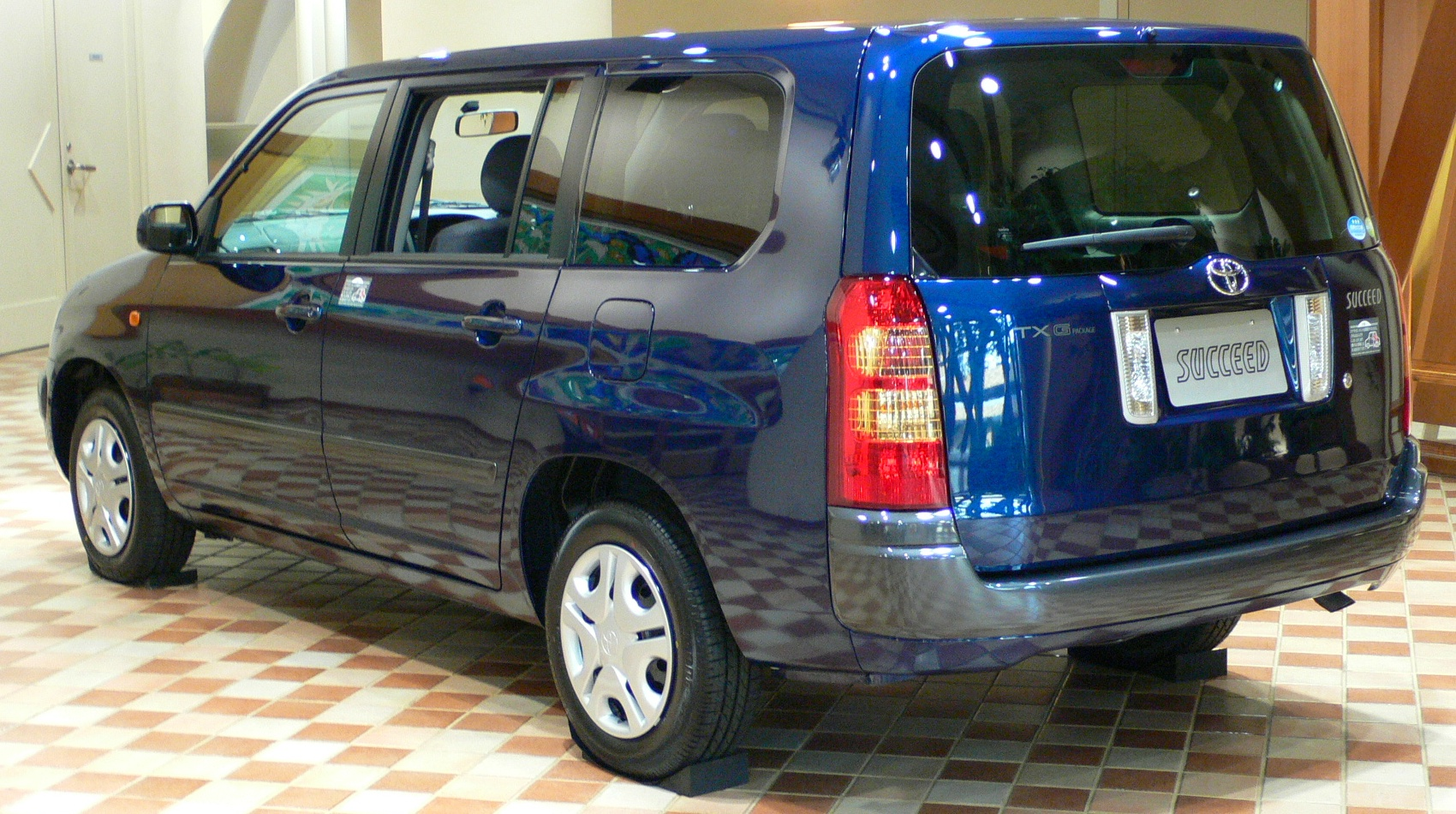
Tył nadwozia